# Trio Branch
Trio Branch är ett vattendrag i Belize. Det ligger i distriktet Toledo, i den södra delen av landet, 80 km söder om huvudstaden Belmopan.